# Karlsøy
70°3′29″N 19°53′45″Ø / 70.05806°N 19.89583°Ø
Karlsøy kommune (samisk: Gálssa gielda) ligger i Troms og Finnmark fylke i Norge. Karlsøy kommune består udelukkende af øer og dele af øer, ca. 600 øer i alt. Kommunens landareal er fordelt omtrent med 7 % landbrugsarealer, ca 10% er skov, og de resterende 83% er uproduktive områder. De største øer er Vanna (eller Vannøya), Karlsøya, Helgøya, Nordkvaløya, Nord-Fugløy og store dele af Reinøya, Rebbenesøya og Ringvassøya. Kommunen har mod syd en landegrænse til Tromsø kommune, og over fjordene i øst ligger kommunerne Lyngen og Skjervøy.
I nord og vest grænser kommunen til havet, og fiskeri er hovederhvervet i Karlsøy kommune, både når det gælder arbejdspladser og omsætning. Fiskeindustrien er hovedsagelig beliggende i Vannavalen, Kristoffervalen, Vannvåg og Torsvåg på Vanna og Dåfjord og Dyrsfjord på Ringvassøya. Ud over traditionel fiskeforædling, drives der fiskeopdræt og produktion af klipfisk. Karlsøy er blandt verdens vigtigste eksportører af saltfisk, med Portugal, Spanien og Brasilien som hovedmarkeder.
Kommunen har et rigt fugle- og dyreliv med specielt store kolonier med havørne. Øerne har gode forhold for jagt, fiskeri og friluftsliv. Naturen spænder fra karrig kystlandskab med bratte fjelde yderst i kommunen til skovklædte dale og fiskerige elve længere ind mod fastlandet.
Kommunecenteret Hansnes ligger på nordøstsiden af Ringvassøya, yderst i Langsundet. Hansnes er en lille by med omkring 300 indbyggere, butikker, overnatning, lægecenter, kirke, skole, børnehave og sygehjem. Ringvassøya har fastlandsforbindelse via Kvalsundtunnelen på rigsvej 863 som går fra Kvaløysletta i Tromsø kommune. Fra Hansnes er der færgeforbindelse med Vanna, Reinøya og Karlsøya. Mikkelvik på nordsiden af Ringvassøya har færgeforbindelse med Rebbenesøya. Finnkroken på Reinøya og Vannvåg på Vanna har også hurtigbådsforbindelse med Tromsø. Midt på Ringvassøya ligger Skogsfjordvannet, som er Norges største sø på en ø. Skogsfjordvannet har gode fiskemuligheder, og er omgivet af frodig, subarktisk skov.
På Nord-Fugløy, et af Norges mest kendte fuglefjelde, findes en af Europas største bestande af havørn, og her yngler også store mængder af lunde og alkefugle. På fjeldet i 600 m højde er der også mange multebær om efteråret. Grundejerne samler multer og æg fra klippene i sæsonen
Selve Karlsøya, som kommunen har fået navn efter, har en lille landsby med en kirke fra 1800-tallet. Indbyggerne her er en blanding af den oprindelige befolkning, «hippier» og norske muslimer. Karlsøya har også en rig og speciel flora.
Helgøya, med kirkestedet Helgøy, var tidligere kommunecenter for Helgøy kommune, som blev slået sammen med Karlsøy kommune i 1964. Helgøy kommune bestod af den vestlige del af den nuværende Karlsøy kommune. Helgøya er i dag fraflyttet, men kirken bliver fremdeles brugt ved specielle anledninger. Da arrangeres der passagerfærge til Helgøy.

Vanna har flere små landsbyer, med Vannvåg og Vannareid som de største. I Burøysund er der et bygdemuseum, og i Torsvåg er der flot udsigt over Atlanterhavet fra Torsvåg fyr.

## Personer fra Karlsøy
- Einar Berger († 1961), kunstmaler

- Solvejg Eriksen, forfatter († 1993)[1][2][3][4][5]
- Håvard Dahl Bratrein (1933-), historiker, professor, museumsmand
- Edmund Edvardsen (1943-), forfatter, professor(Universitetet i Tromsø)[6][7]